# Malpígiotvaré

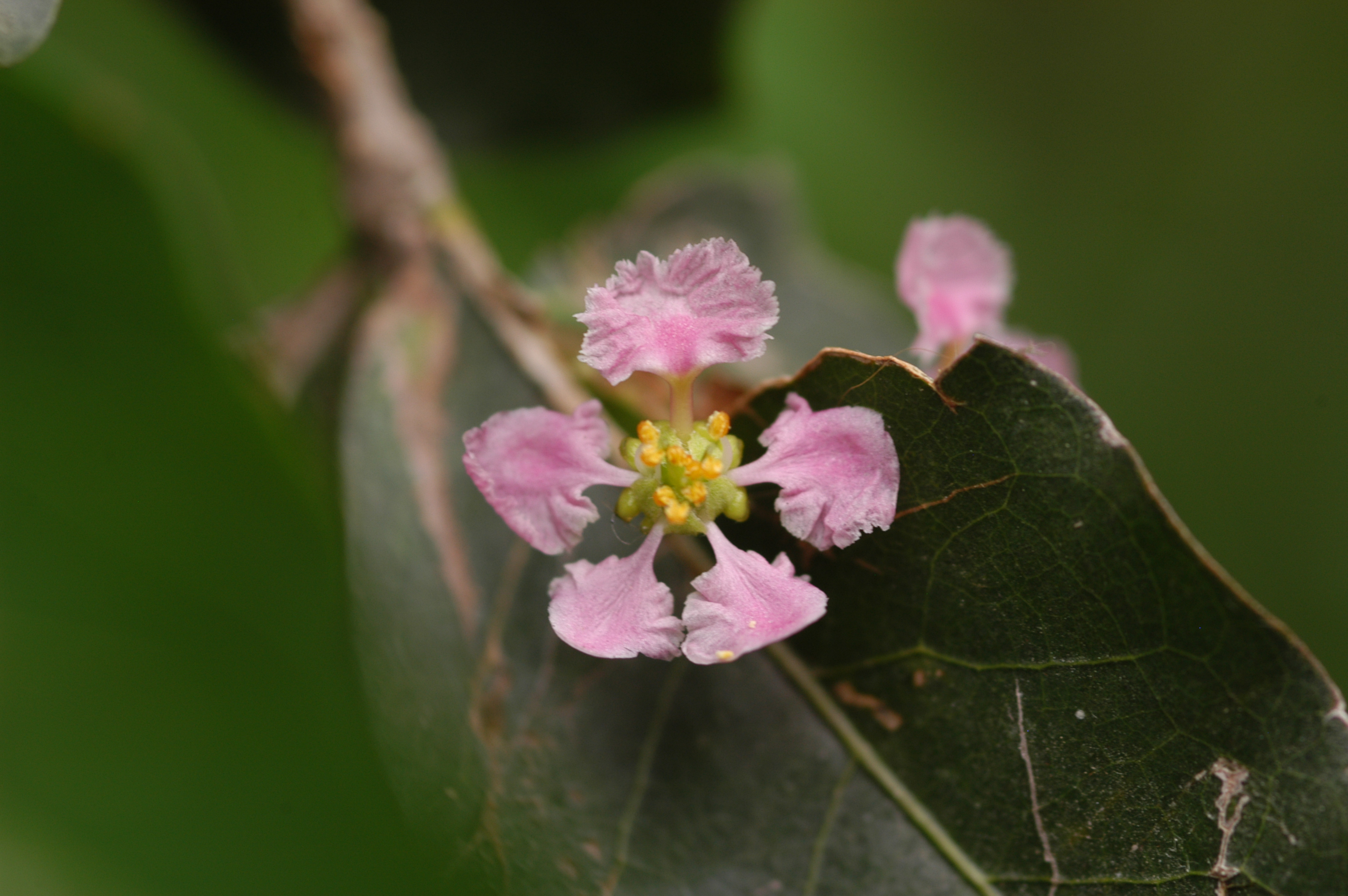
Malpígie lysá (Malpighia glabra)

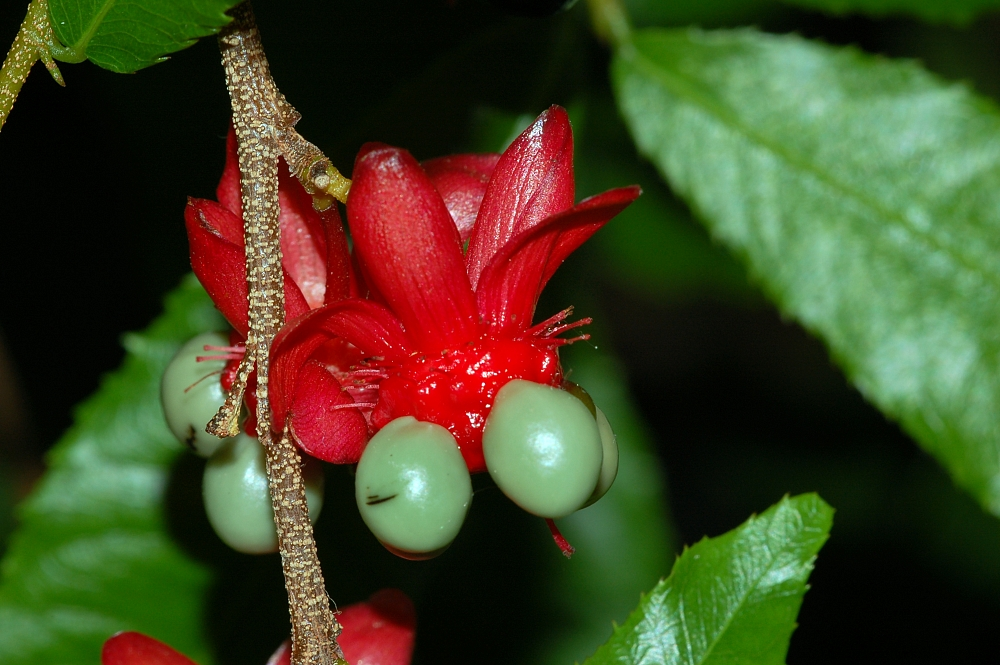
Plod Ochna serrulata

Malpígiotvaré (Malpighiales) je velký řád vyšších dvouděložných rostlin. Zahrnuje 36 čeledí a více než 13000 druhů. Ze známějších čeledí sem patří např. pryšcovité, violkovité, třezalkovité a vrbovité. Zástupci tohoto řádu jsou velmi různorodí. Mohou to být dřeviny i byliny. Většinou mají pětičetné květy a svrchní semeník. S nástupem molekulární biologie a fylogenetiky došlo k četným přesunům rodů a vzniku nových čeledí v rámci tohoto řádu.

## Charakteristika
Řád malpígiotvaré je morfologicky dosti různorodý. Převažují dřeviny, listy mají často palisty. Květní obaly jsou obvykle pětičetné. Charakteristickým společným znakem většiny zástupců jsou suché blizny, trilakunární nody a vláknitá vrstva osemení zvaná exotegmen. Až na výjimky převažuje svrchní synkarpní gyneceum. Několik větších čeledí má semeník srostlý převážně ze 3 plodolistů (pryšcovité (Euphorbiaceae), malpígiovité (Malpighiaceae), violkovité (Violaceae), mučenkovité (Passifloraceae)).
Řád podle dnešního pojetí zahrnuje celkem 36 čeledí a přes 13 000 druhů. Jedná se o největší řád kvetoucích rostlin. Největší čeledí jsou pryšcovité (Euphorbiaceae), zahrnující asi 6000 druhů ve 218 rodech.

## Taxonomie
Řád malpígiotvaré je součástí větve dvouděložných rostlin nazývané Rosids I. Monofyletičnost řádu byla potvrzena molekulárními metodami. Nejblíže příbuznými řády jsou šťavelotvaré (Oxalidales) a jesencotvaré (Celastrales).
S nástupem molekulárních metod došlo v této části taxonomického systému k velkým přesunům. V porovnání s Cronquistovým systémem byly do řádu malpígiotvaré přesunuty čeledi a rody z celkem 12 řádů: Theales (čeledi Caryocaraceae, Clusiaceae, Elatinaceae, Ochnaceae), Linales (Linaceae, Erythroxylaceae, Humiriaceae, Ixonanthaceae), Fagales (Balanopaceae), Rosales (Chrysobalanaceae), Celastrales (Dichapetalaceae), Euphorbiales (Euphorbiaceae, Pandaceae), Violales (Violaceae, Passifloraceae, Lacistemataceae), Polygalales (Malpighiaceae, Trigoniaceae), Podostemales (Podostemaceae), Rafflesiales (Rafflesiaceae), Rhizophorales (Rhizophoraceae) a Salicales (Salicaceae). Objevuje se několik nových čeledí: Goupiaceae a Lophopyxidaceae (předtím v Celastraceae), Bonnetiaceae (předtím v Theaceae), Ctenolophonaceae (předtím v Linaceae), Euphroniaceae (předtím v Trigoniaceae nebo Vochysiaceae), Irvingiaceae (předtím v Simaroubaceae).
Rozsáhlé úpravy se týkaly i dvou heterogenních a nemonofyletických čeledí: pryšcovité (Euphorbiaceae) a Flacourtiaceae. Z čeledi pryšcovité bylo vyjmuto celkem 6 nových čeledí: Phyllanthaceae, Picrodendraceae, Putranjivaceae, Peraceae, Pandaceae a Centroplacaceae, obsahujících celkem 96 rodů. Čeleď Flacourtiaceae byla zcela zrušena, část rodů byla přesunuta do čeledi Achariaceae, část do čeledi violkovité (Salicaceae), monotypický rod Aphloia byl přesunut do samostatné čeledi Aphloiaceae v rámci řádu Crossosomatales. Od čeledi Clusiaceae byla oddělena čeleď Calophyllaceae.
Sloučeny byly čeledi Passifloraceae, Turneraceae a Malesherbiaceae (dnes Passifloraceae). Do čeledi Ochnaceae byly vřazeny čeledi Quiinaceae a Medusagynaceae.
Objevují se i nové čeledi – např. čeleď Centroplacaceae byla poprvé vyčleněna v systému APG III.
V průběhu aktualizací systému APG zde nacházejí místo čeledi s dosud nejasným zařazením: Ctenolophonaceae, Elatinaceae, Lophopyxidaceae a Rafflesiaceae.
Čeledi Rhizophoraceae a Erythroxylaceae, v systému APG II sloučené, byly v APG III opět rozděleny.

## Přehled čeledí
- humiriovité (Humiriaceae)
- irvingiovité (Irvingiaceae)
- kalabovité (Calophyllaceae)
- karyokarovité (Caryocaraceae)
- klusiovité (Clusiaceae)
- kořenovníkovité (Rhizophoraceae)
- lnovité (Linaceae)
- malpígiovité (Malpighiaceae)
- mučenkovité (Passifloraceae)
- nohonitcovité (Podostemaceae)
- ochnovité (Ochnaceae)
- pryšcovité (Euphorbiaceae)
- rafléziovité (Rafflesiaceae)
- rudodřevovité (Erythroxylaceae)
- smuteňovité (Phyllanthaceae)
- trigoniovité (Trigoniaceae)
- třezalkovité (Hypericaceae)
- úporovité (Elatinaceae)
- violkovité (Violaceae)
- vrbovité (Salicaceae)
- zlatoplodovité (Chrysobalanaceae)
- Achariaceae
- Balanopaceae
- Bonnetiaceae
- Centroplacaceae
- Ctenolophonaceae
- Dichapetalaceae
- Euphroniaceae
- Goupiaceae
- Ixonanthaceae
- Lacistemataceae
- Lophopyxidaceae
- Pandaceae
- Peraceae
- Picrodendraceae
- Putranjivaceae[1]